# Голицын, Пётр Алексеевич (1731)
Князь Пётр Алексеевич Голицын (6 апреля 1731 — 4 мая 1810) — русский государственный деятель, обер-егермейстер, сенатор, действительный тайный советник, действительный камергер из рода Голицыных. Старший брат Дмитрия Алексеевича Голицына.

## Биография
Родился в семье рано умершего поручика князя Алексея Ивановича Голицына (1707—39) и княжны Дарьи Васильевны Гагариной (1708—1774). Внук княгини Анастасии Петровны, «игуменьи всепьянейшего собора».
Обучался в Германии. В 1741 году записан солдатом в лейб-гвардии Измайловский полк. Капрал с 1748 года. В штабс-капитаны произведён в 1762 году. 22 сентября 1762 года за содействие возведению Екатерины на престол пожалован в действительные камергеры и получил 24 тысячи рублей (по другим данным — награждён деревнями во внутренних губерниях).
В 1765 году переименован в генерал-майоры и пожалован секунд-майором Измайловского полка, который принял под своё начало. 26 января 1767 года награждён орденом Св. Анны, в том же году получил звание камергера.
Принимал участие в русско-турецкой войне (1768—1774 гг.):
- в 1769 году принимал участие в осаде Хотина.
- 29 августа 1769 года принял участие в сражении у Рачевского леса.
- 14 июля 1771 года при покорении Перекопской линии, пройдя вброд прибрежье Сиваша, разбил с гусарскими эскадронами 12-тысячный отряд крымских татар, напавший на передовой корпус.

10 июля 1771 года произведен в генерал-поручики. Через пять лет назначен управляющим Егермейстерской конторой. 28 июня 1778 года пожалован в егермейстеры, 28 июня 1782 — в обер-егермейстеры, оставаясь в этой должности до 1801 года.
24 ноября 1782 года награждён орденом Св. Александра Невского. А Орден Св. Андрея Первозванного получил 2 сентября 1793 г.
При вступлении на престол Павел I пожаловал ему 23000 рублей на уплату долгов и 2000 душ крестьян в Касимовском уезде Рязанской губернии. 2 декабря 1797 года император назначил его в сенаторы. 16 февраля 1801 года вышел в отставку.
Умер 4 мая 1810 года.

## Семья
Князь Пётр Голицын был женат дважды:
- на графине Екатерине Фёдоровне Апраксиной, умершей в 1770 году дочери генерал-поручика Фёдора Андреевича Апраксина (1703—1754).
- на Дарье Калинишне Горемыкиной (1760—1836)

От первого брака имел сына Алексея Петровича (1754 — после 1811) — действительного статского советника, ярославского вице-губернатора.